# リー・モリアーティ
ジュリアン・リー・モリアーティ（Julian Lee Moriarty, 1994年6月6日 - ）は、アメリカ合衆国ペンシルベニア州ピッツバーグ出身のプロレスラー。AEW所属。

## 経歴

### キャリア初期
2015年2月からプロレスラーを目指してトレーニングを開始し、同年12月にプロレスリング・エクスプレスでデビューした。

### AEW / ROH
2021年8月にAEWダークへ初登場し、2ヶ月後にAEWと契約した。
2023年9月にシェーン・テイラーがリーダーを務めるユニット「シェーン・テイラー・プロモーションズ」へ加入した。
2024年7月26日、ROHのPPV『デス・ビフォア・ディスオナード』にてウィーラー・ユウタに勝利し、ROHピュア王座を初戴冠した。

## 獲得タイトル
ROH
- ROHピュア王座：1回

プロレスリング・エクスプレス
- PWXヘビー級王座：1回
- PWXスリーリバーズ王座：2回
- PWXタッグチーム王座：1回

w / クラッシャー・ハンセン、サミュエル・アダムス、ダーク・シグラー、ギャノン・ジョーンズ・ジュニア
クエイカー・シティ・レスリング
- QCWヘビー級王座：1回

ライズ・レスリング
- ライズ・グランド王座：1回

プロレスリング・イラストレーテッド
- 現役プロレスラーTop500：47位（2021年）、117位（2024年）、196位（2023年）、385位（2020年）、460位（2019年）